# Tatort: Das namenlose Mädchen
Das namenlose Mädchen ist ein vom NDR produzierter Fernsehfilm aus der Krimireihe Tatort, der am 15. April 2007 auf Das Erste erstgesendet wurde. Es handelt sich um die 663. Folge der Fernsehreihe. Für die Kriminalhauptkommissarin des Landeskriminalamts Niedersachsen Charlotte Lindholm (Maria Furtwängler) ist es ihr 10. Fall.

## Handlung
In Osnabrück stirbt der kleine an einer schweren Form von ADHS erkrankte Frederik Mende. Er hatte sich anscheinend an einem Stück Brot verschluckt und keine Luft mehr bekommen.
Kriminalhauptkommissarin Charlotte Lindholm macht einen Schwangerschaftstest, der positiv ausfällt. Sie hatte zuvor eine Affäre mit einem Spanier, den sie bei einer Fortbildung kennengelernt hatte. Lindholm wird nach Osnabrück gerufen, um gemeinsam mit der Kriminalkommissarin Suzanne Krohn in dem Mordfall einer unbekannten jungen Frau zu ermitteln. Die Tote wurde am Bahnhof von dem Fabrikarbeiter Peter Staffer in einem Waggon entdeckt. Bei der Kleidung der Frau finden die Kommissarinnen einen in Handarbeit gefertigten gewebten Schal. Lindholm fährt daraufhin zu einem Webkurs der Fachhochschule Osnabrück und erfährt von Professor Richard Voigt, dass das tote Mädchen an seinem Kurs teilgenommen hatte. Bei der Toten handelt es sich um die Irin Carol Stern. Carols Mitbewohnerin, eine junge alleinerziehende Mutter, erzählt der Kommissarin, dass Carol als Babysitterin bei den Mendes gearbeitet habe. Im Gespräch mit Jürgen Mende erfährt sie, dass Carol am Todestag seines Sohnes nicht zur Arbeit erschienen sei.
Laut neuer Ermittlungsergebnisse war Carol nicht älter als sechzehn Jahre. Kommissarin Krohn erklärt, dass keine Carol Stern dieses Alters und Profiles als vermisst gemeldet worden sei. Allerdings habe Mika Mende, der ältere Bruder des verstorbenen Frederik, mehrere Male versucht, Carol vor ihrem Tod anzurufen. Mika arbeitet in der Fabrik am Bahnhof, in der Carols Leiche gefunden wurde.
In einem Gespräch mit Frederiks Eltern erzählt Simone Mende der Kommissarin, dass ihr verstorbener Sohn ein Indigo-Kind gewesen sei. Daher habe sie ihm Methylphenidat verabreicht, was Frederik ruhiggestellt hätte. Die Behandlung mit dem Medikament habe sie aber wieder abgesetzt und durch heilpraktische Medizin ersetzt. Jürgen Mende gibt allerdings an, Carol darum gebeten zu haben, Frederik das Methylphenidat weiterhin zu verabreichen. Als Lindholm nach Hannover fährt, um ihrem Mitbewohner Martin Felser von ihrer Schwangerschaft zu erzählen, findet sie in ihrer Wohnung Suzanne Krohn, die bei Felser übernachtet hatte, vor. Um zu erfahren, ob Frederik vor seinem Tod missbraucht wurde, lässt Lindholm die Exhumierung des Jungen anordnen. Durch ein Versäumnis von Kommissarin Krohn wird die Exhumierung ohne das Wissen der Eltern veranlasst.
Mika Mende fährt nachts mit dem Fahrrad zum Haus von Professor Voigt und versteckt in dessen Mülltonne Carols gesuchte Tasche. Voigt erwischt den Jungen dabei und ruft die Polizei. In der Tasche befindet sich der Personalausweis des Mädchens. Ihr richtiger Name ist Liz O'Dovan und sie wollte nach Irland zurückfliegen. Mika behauptet, dass Voigt die Tasche in den Garten der Mendes gelegt habe, um der Familie den Mord anzuhängen. Er erzählt, wie er beobachtet habe, dass Liz mit dem Professor gemeinsam in sein Haus gegangen sei. Zwei Tage später sei sie dann mit zerrissenem Kleid wieder herausgelaufen.
Krohn hat mittlerweile herausgefunden, dass Voigt öfter Unterkunft per Bed and Breakfast bei der Familie O'Dovan in Irland genommen hat und auch das Flugticket für Liz bezahlt hatte. Voigt behauptet, Liz habe sich in Irland in ihn verliebt und sei ihm daher nach Osnabrück gefolgt. Von einem Gleisarbeiter erfährt Lindholm, dass in der Nacht, in der Liz ermordet wurde, die Gleise hinter dem Haus der Mendes ausgebessert worden waren.
Der Gerichtsmediziner erklärt Lindholm, dass bei Frederiks Tod möglicherweise durch Fremdeinwirkung nachgeholfen wurde. Außerdem hat er kein Methylphenidat im Körper des Jungen gefunden. Lindholm fährt daraufhin zu Jürgen Mende. Mende gesteht, seinem Sohn das Brot gewaltsam in den Mund geschoben zu haben, bis der Junge erstickte. Als Liz dann zur Arbeit erschien, seien sie beide in einen Streit geraten, bei dem das Mädchen zu Boden gefallen und an ihren Verletzungen gestorben sei. Er habe ihre Leiche in den Zug gebracht, der auf den Gleisen hinter dem Haus gestanden habe. Mika, der das Geständnis seines Vaters unbemerkt mit anhört, läuft daraufhin auf einen vorbeifahrenden Zug zu. Sein Vater kann ihn gerade noch rechtzeitig davon abhalten, sich auf die Gleise zu stürzen. Jürgen Mende wird von der Polizei abgeführt.

## Hintergrund
Die Dreharbeiten zu Das namenlose Mädchen fanden vom 29. August 2006 bis 28. September 2006 in Hannover, Osnabrück und Umgebung statt. In Osnabrück wurde u. a. an der Fachhochschule und der Universität gedreht.
Charlotte Lindholm ist die erste schwangere Tatort-Kommissarin. Maria Furtwängler selbst kam die Idee zur Schwangerschaft in ihrer Rolle, da sie es als besonders reizvoll empfand, eine Kommissarin, deren Beruf gerne männliche Attribute zugeschrieben werden, in einer solchen Situation zu spielen.

## Rezeption

### Einschaltquoten
Die Erstausstrahlung von Das namenlose Mädchen am 15. April 2007 wurde in Deutschland von insgesamt 7,02 Millionen Zuschauern gesehen und erreichte einen Marktanteil von 21,3 % für Das Erste; in der Gruppe der 14- bis 49-jährigen Zuschauer konnten 2,23 Millionen Zuschauer und ein Marktanteil von 16,2 % erreicht werden.

### Kritiken
„Kleine Leute, die am Limit kämpfen, ohne die üblichen Versatzstücke wie Alkoholismus oder häusliche Gewalt wollte Gutmann zeigen. Das ist ihm eindrucksvoll gelungen, dank eines herausragenden Ensembles.“

„Sehenswert. Bewegendes Familiendrama mit engelhafter, schwangerer Heldin.“

„Ein mutiger und faszinierender Versuch des NDR, die gewohnten ‚Tatort‘-Pfade zu verlassen.“

„‚Der Tatort – Das namenlose Mädchen‘ ist ein mutiger und faszinierender Versuch des NDR, die gewohnten ‚Tatort‘-Pfade zu verlassen. Die sonst so kühle, souveräne Charlotte Lindholm macht Fehler und wirkt fragil; Furtwänglers Idee mit der Schwangerschaft entpuppt sich als äußerst reizvoll. Ausgezeichnet auch die Gastschauspieler: allen voran Martin Brambach.“

## Auszeichnungen
Maria Furtwängler erhielt den Deutschen Fernsehpreis 2007 in der Kategorie „Beste Schauspielerin“ für ihre Leistung in den Tatort-Folgen Pauline und Das namenlose Mädchen. 